# Mos (restaurant)
Mos is een restaurant in Amsterdam van chef-kok Egon van Hoof en gastheer Henry Pattiwael van Westerloo. De eetgelegenheid heeft sinds 2017 een Michelinster.

## Locatie
Het restaurant is gevestigd in de Amsterdamse wijk Westelijke Eilanden, ten noordwesten van het Centraal Station. De eetgelegenheid biedt een uitzicht over rivier het IJ.

## Geschiedenis
Chef-kok Egon van Hoof deed ervaring op bij sterrenzaken Ron Blaauw en Aan de Poel. Samen met gastheer Henry Pattiwael van Westerloo ontwikkelde het duo het plan voor Restaurant Mos. De eetgelegenheid opende op 15 augustus 2015 haar deuren.
Op 12 december 2016 is bekendgemaakt dat Mos onderscheiden zou worden met een Michelinster. Het restaurant werd in 2024 onderscheiden met 16 van de 20 punten in de GaultMillau-gids. De zaak was in 2020 hekkensluiter op plaats 100 van beste restaurants in Nederland van de culinaire gids Lekker. In 2022 stonden stegen zij naar de 91ste plaats.